# Norbert Trochet
Pour l’article homonyme, voir Jean-René Trochet.
Norbert André Yves Trochet (né en 1934), est un homme politique français membre de l'UMP, maire de Vannes de 2004 à 2006.

## Biographie

### Débuts en politique
Ancien élève du lycée Saint-François-Xavier, Norbert Trochet fait son entrée au conseil municipal de Vannes en 1977 sous le mandat de Paul Chapel, maire de Vannes entre 1977 et 1983. Lors des mandats de Pierre Pavec entre 1983 et 2001, Norbert Trochet est de 1983 à 1989 le 8e adjoint chargé de la circulation, du stationnement et des transports. Entre 1989 et 1995, il devient 2e adjoint, chargé des travaux. Sous le dernier mandat de Pierre Pavec, il conserve le poste d'adjoint chargé des travaux et devient 1er adjoint du maire. Lors de son dernier mandat entre 2001 et 2008, il conserve sa fonction de 1er adjoint, aux côtés du maire François Goulard, avec la responsabilité du secteur des finances.

### 2004-2006: maire de Vannes
Le 31 mars 2004, François Goulard est nommé au poste de secrétaire d’État aux Transports et à la Mer, ce qui l'oblige de démissionner de ses fonctions de maire. Une permutation temporaire entre François Goulard et Norbert Trochet est proposé le 14 mai au conseil municipal. Élu par 36 voix contre 9 pour son adversaire Micheline Rakotonirina, Norbert Trochet préside le conseil municipal jusqu’au 22 décembre 2006, date à laquelle François Goulard retrouve son fauteuil de maire et Norbert Trochet, son poste de premier adjoint chargé des finances.
Norbert Trochet est promu le 1er janvier 2006, chevalier de la Légion d’honneur au titre de 43 ans d'activités professionnelles, de services militaires et de fonctions électives. Le 18 mars 2006, il est décoré par François Goulard, alors ministre délégué à l’Enseignement supérieur et à la Recherche. Il se retire de la vie politique à l'occasion des élections municipales 2008.